# Nelly Miricioiu
 (octobre 2010).
Si vous disposez d'ouvrages ou d'articles de référence ou si vous connaissez des sites web de qualité traitant du thème abordé ici, merci de compléter l'article en donnant les références utiles à sa vérifiabilité et en les liant à la section « Notes et références ».
Nelly Miricioiu (née le 31 mars 1952 à Adjud) est une soprano roumaine, naturalisée britannique.

## Biographie

### Début de carrière
Nelly Miricioiu commence le chant à l'âge de 5 ans et entame des études de piano dès l'âge de 9 ans. Elle remporte sa première compétition -Great Talent, Great Hopes- à seulement 14 ans. Elle poursuit ses études au Conservatoire de Iași aux côtés de Tibi Popovici puis s'illustre dans une série de concours célèbres tels que le Francisco Vinas et le tout premier Concours Maria Callas dont elle sort première lauréate. Sa carrière débute en 1975 dans le rôle de la Reine de la Nuit (Die Zauberflöte de Mozart) et, jusqu'à 1979, elle fait partie de la troupe de l'opéra de Brașov.

### Du Met à Paris, de La Scala à Covent Garden
En 1981, fuyant le régime communiste, elle s'installe à Glasgow où elle chante des rôles tels que La Traviata, Manon Lescaut et Tosca. En 1982, elle chante Nedda dans I Pagliacci à Covent Garden et en 1983 elle fait des débuts remarqués à La Scala dans le rôle de Lucia di Lammermoor, le public, qui la découvre, la rappelle neuf fois aux saluts finaux. En 1982, elle chante les 4 rôles féminins des Contes d'Hoffmann à l'Opéra de Paris et, en 1989, fait ses débuts au Metropolitan Opera de New-York dans La Bohème. Ainsi, en à peine dix ans, elle aura chanté dans les quatre plus importants théâtres lyriques de la planète.

### Le bel canto romantique italien
Les années 80 furent aussi les années de la renaissance Rossini. C'est ainsi, pendant ces années, qu'une poignée de fanatiques se mettent, suivant l'héritage de Maria Callas, à exhumer les œuvres oubliées du répertoire belcantiste italien. Nelly Miricioiu entame, en collaboration avec le Concertgebouw d'Amsterdam, une série d'exécutions d'œuvres méconnues en version de concert. Chaque année, depuis 1985, elle aborde un nouveau rôle. Ainsi a-t-elle chanté Lucrezia Borgia, Anna Bolena, Maria Stuarda, Roberto Devereux, Armida, Iris, Semiramide, Ermione, Il Pirata et beaucoup d'autres œuvres que ne connaissaient plus que de très rares interprètes, telles que Beverly Sills ou Montserrat Caballe. Dans l'optique de faire connaître ce répertoire aux mélomanes, Nelly Miricioiu s'est également associée au producteur de disques Patrick Schmidt qui la fit enregistrer de nombreux rôles sur son label, Opera Rara. En 2010, Nelly Miricioiu fêtera les 25 ans de sa collaboration avec le Concertgebouw d'Amsterdam et y interprètera pour l'occasion Caterina Cornaro de Donizetti.

### Identification à Maria Callas
Certains journalistes ont relevé une ressemblance frappante entre les voix de Maria Callas et de Nelly Miricioiu, allant parfois jusqu'à parler de mimétisme. Nelly Miricioiu s'en est souvent défendue, arguant du fait que pendant sa formation vocale, en Roumanie, Maria Callas était une parfaite inconnue, que seuls les grands chanteurs roumains étaient cités à titre d'exemple et que ce n'est qu'après avoir traversé le rideau de fer qu'elle entendit la voix de Maria Callas pour la première fois.